# Классическое обусловливание
Классическое обусловливание (также известное как павловское или респондентное) — это процедура научения, формирования условно-рефлекторных реакций, при которой безусловный стимул (например, еда) сочетается с нейтральным стимулом (например, звук колокольчика) до тех пор, пока нейтральный стимул не станет условным, то есть начнёт вызывать условную реакцию (например, слюноотделение), такую же, как и безусловный стимул.
Процесс условно-рефлекторного научения (классическое обусловливание) впервые описан И. П. Павловым, который экспериментально показал каким образом нейтральный стимул может вызвать ту же реакцию, что и безусловный стимул, реакция на который является врожденной. Таким образом процесс классического обусловливания является основой научения в процессе жизни, объясняет некоторые аспекты поведения человека.

## История открытия
Самая известная и самая подробная ранняя работа по классическому обусловливанию была сделана Иваном Петровичем Павловым в ходе экспериментов с собаками и опубликована в 1897 году, по отдельным источникам Эдвин Твитмайер опубликовал некоторые схожие результаты приблизительно в то же время. Вместе с оперантным обусловливанием, респондентное (классическое) обусловливание стало основой бихевиоризма, школы психологии, которая доминировала в середине 20-го века и до сих пор играет важную роль в практике психологической терапии и изучении поведения животных.
Ещё в 1890-х годах Павлов начал свою работу по исследованию физиологии пищеварения. В экспериментах по «мнимому кормлению» собаке перерезался пищевод таким образом, что концы его были выведены наружу на шее и приживлены в коже (эзофаготомия). Так можно было измерять количество слюны и желудочного сока, которые выделялись в ответ на попадание пищи в рот собаки.
Павлов заметил, что его собаки начинали выделять слюну до того, как еда попадала им в рот, например, в присутствии техника, который обычно их кормил. Павлов назвал упреждающее слюноотделение собак «психической секрецией». Первоначально Павлов предположил, что собакам слышны звуки, которыми сопровождается подготовка к кормлению. Поэтому он начал проводить опыты со звуками. Первым таким звуком стал звук метронома. Прежде всего Павлов дал послушать собаке в качестве раздражителя звук метронома, - тот не вызвал слюноотделения. Такое раздражение, не вызывающее рефлекторного ответа, Павлов назвал «индифферентным раздражителем».
Затем он представлял условный стимул (например, звук метронома) и давал собаке корм; после нескольких повторений собаки начали выделять слюну в ответ на условный раздражитель (звук метронома). Павлов пришел к выводу, что если особый стимул присутствовал в окружении собаки, когда собаке давали еду, то этот стимул мог ассоциироваться с едой и вызывать слюноотделение самостоятельно.
Респондентное обусловливание не надо путать с респондентным поведением, которое является поведенческой частью безусловного рефлекса. Респондентное поведение вызывается только предшествующим стимулом (антецедентом).

### Терминология
1. Безусловный рефлекс — врождённая связь «стимул-реакция». Формируется в процессе филогенеза каждого вида, неизменная реакция организма на внешнее или внутреннее воздействие[9].
2. Безусловный стимул — стимул, вызывающий ответное (респондентное) поведение без обучения. Является стимульным компонентом безусловного рефлекса.
3. Нейтральный (индифферентный) стимул — сам по себе не вызывает респондентного поведения.
4. Условный стимул — стимульный компонент условного рефлекса, бывший нейтральный стимул. Стимул, который приобрёл свойство вызывать такую же реакцию, как и безусловный стимул, в результате попарного сочетания в предыдущем опыте безусловного и нейтрального стимулов, или нейтрального и другого условного стимулов[9].
5. Условная реакция (респондент, обусловленный ответ) — компонент условного рефлекса, ответ на условный стимул.
6. Условный рефлекс — приобретённая функциональная связь между ранее нейтральным стимулом и ответом организма (реакцией). У каждого человека свои условные рефлексы, так как они появляются в течение жизни в результате взаимодействия со средой (онтогенеза).

В экспериментах Павлова безусловным стимулом (БС) был корм для собак, потому что его действие не зависело от предыдущего опыта. Звук метронома был нейтральным стимулом, так как при его воздействии на собаку не было выделения слюны. После процедуры обусловливания, звук метронома стал условным стимулом, так как стал вызывать слюноотделение у собаки. Соответственно, слюноотделение у собаки стало обусловленным ответом в ответ на условный раздражитель. При этом обучение происходит быстрее, если интервал между нейтральным стимулом и безусловным стимулом относительно короткий.

## Виды обусловливания
Есть два основных типа обусловливания. Первый — когда нейтральный стимул предъявляется перед безусловным стимулом или одновременно с ним (forward conditioning),
и второй, когда безусловный стимул предъявляется первым, а за ним уже нейтральный (backward conditioning). Обычно процесс обучения в первом случае происходит быстрее, так как если нейтральный стимул предъявляется после безусловного, то он может тормозить процесс предположительно потому, что его возникновение сигнализирует о том, что безусловный стимул завершен или не будет возникать вообще.
В первом случае различают:
1. Совпадающее предъявление — условный и безусловный стимул предъявляются одновременно[13]. Когда условный рефлекс уже сформирован, то условная реакция будет начинаться сразу же после получения условного стимула.
2. Отставленное предъявление — безусловный стимул присоединяется к условному после 20-30 секунд после начала предъявления условного. Соответственно, и условная реакция будет начинаться позже, чем начало действия условного раздражителя, на 20-30 сек.
3. Запаздывающее предъявление — нейтральный стимул предъявляется и остаётся в течение фиксированного периода, примерно 1-2 минуты, до введения безусловного стимула, который перекрывает его по времени. Например, человек слышит зуммер на протяжении 5 сек, на 3-й секунде ему дуют в глаз, и он мигает. После нескольких таких парных предъявлений, человек будет мигать, только услышав зуммер[13] . После формирования условного рефлекса условная реакция будет начинаться через 1-2 минуты после начала действия условного стимула.[14]
4. Следовое предъявление — процедура, в которой нейтральный стимул и безусловный стимул разделяются постоянным интервалом, то есть нейтральный стимул завершается и между его концом и началом безусловного стимула наблюдается период отсутствия стимуляции[13][15]. Название основано на том, что рефлекс образуется на затухающий «след» от возбуждения в коре больших полушарий уже после того как условный сигнал прекратился[14].

### Обусловливание высшего порядка.
Для обусловливания второго, третьего и т. д. порядка нужна двухступенчатая процедура. Сначала первый нейтральный стимул становится условным через процедуру обусловливания. Затем нужно парировать второй нейтральный стимул с уже готовым условным стимулом. Таким образом, второй нейтральный стимул тоже станет условным и будет вызывать условную реакцию. Например, парируем звук колокольчика с предъявлением еды. Звук колокольчика начинает вызывать слюноотделение.
Теперь парируем звук колокольчика и свет. Если после нескольких парных предъявлений света и колокольчика свет начал вызывать слюноотделение, значит, обусловливание второго порядка произошло. Таким образом, звук колокольчика — это первый условный стимул, свет — второй условный стимул. Длина цепи двигательных условных рефлексов, которую можно образовать у животного, отражает уровень совершенства функций центральной нервной системы. У обезьян можно получить условный рефлекс двадцатого порядка, у рыб — только второго порядка.